# Kanton Blanzy
 Blanzy is een kanton van het Franse departement Saône-et-Loire. Het kanton maakt deel uit van de arrondissementen  Chalon-sur-Saône (12) Charolles (3) en Autun (2).  

Het telt 18.701 inwoners in 2018.

Het kanton werd gevormd ingevolge het decreet van 18  februari 2014 met uitwerking op 22 maart 2015.

## Gemeenten
Het kanton Blanzy omvat volgende   gemeenten.
- Les Bizots
- Blanzy
- Collonge-en-Charollais
- Écuisses
- Genouilly
- Gourdon
- Joncy
- Marigny
- Mary
- Mont-Saint-Vincent
- Montchanin
- Le Puley
- Saint-Eusèbe
- Saint-Julien-sur-Dheune
- Saint-Laurent-d'Andenay
- Saint-Martin-la-Patrouille
- Saint-Micaud